# السالمي (الفلاحية)
السالمي (بالفارسية:روستای سالمی)، هي إحدى القری التابعة لريف سالمي في قسم خنافره من مقاطعة الفلاحية، في محافظة محافظة خوزستان الإيرانية.

## السكان
- حسب إحصاءات سنة 2006، بلغ إجمالي السكان في هذه القرية 2173 نسمة موزعين على 375 مسكن.[1]

## وصلات خارجية
- محافظة خوزستان